# 上原玲奈
上原玲奈（1986年8月12日—）是一名日本女性歌手，出生于日本兵库县尼崎市，现居于大阪，血型為B型，隶属F.I.X. RECORDS。2015年12月於官方微博發表因患上心因性發音障礙而活動休止。

## 唱片目录

### 单曲
1. ， 2008年3月26日发售
  1. 
    - OVA《ToHeart2ad》片头曲

  2. 
    - OVA《ToHeart2ad》片尾曲

  3. （Instrumental）
  4. （Instrumental）
2. ，2008年3月26日发售
  1. 
    - 18禁游戏《ToHeart2 AnotherDays》结束曲

  2. （Instrumental）
  3. （Instrumental）
3. ，2009年6月10日发售
  1. 
    - OVA《传颂之物》片尾曲

  2. birdcage
  3. （Instrumental）
  4. birdcage（Instrumental）

### 专辑
1. to YOU，2008年8月6日發售
  1. Heart To Heart
    - 18禁游戏《ToHeart2 AnotherDays》主题曲

  2. 
    - OVA《ToHeart2ad》片尾曲

  3. 
    - OVA《ToHeart2ad》片头曲

  4. 
    - 18禁游戏《ToHeart2 AnotherDays》结束曲

  5. Until（Acoustic Version）
    - PS3游戏 《Tears to Tiara 花冠的大地》插入曲